# Agence Pajhwok
L'Agence Pajhwok est une agence de presse afghane créée en avril 2004 par Danish Karokhel à Kaboul. Pajhwok signifie reflet ou écho en langues Pachto et Dari. 
C'est la principale agence de presse afghane et elle fournit des nouvelles quotidiennes.
Elle fonctionne dans des conditions très difficiles : ses journalistes ont été menacés par des militants islamistes et ses locaux ont été visés par un attentat à la bombe en 2015,. Trois de ses journalistes ont été distingués par des récompenses décernées par des associations professionnelles en 2022.